# رتبه بندی ITF
رده‌بندی ITF، رده‌بندی فعلی تیم‌های ملی توسط فدراسیون بین‌المللی تنیس در تنیس مردان و زنان است. ITF دو دسته از رده‌بندی‌ها را ایجاد می‌کند: رده‌بندی جام ملت‌های ITF دیویس برای تیم‌های ملی مردان، و ITF Fed Cup Nations Ranking برای تیم‌های ملی زنان.
هر دو مجموعه رتبه بندی، موفقیت همه کشورهای شرکت کننده در هر دو مسابقه را اندازه‌گیری می‌کند.
رتبه بندی کشورهای جام دیویس ITF در پایان سال ۲۰۰۱ راه اندازی شد و رده بندی کشورهای جام فدرال ITF یک سال بعد معرفی شد. هر دو رده بندی پس از هر دور گروه جهانی به روز می‌شوند و برای نشان دادن تیم‌های دارای بالاترین رتبه در قرعه کشی‌های هر گروه در ساختار مسابقات استفاده می‌شوند.